# 海上における遭難及び安全に関する世界的な制度
海上における遭難及び安全に関する世界的な制度（英語: Global Maritime Distress and Safety System, GMDSS）は、国際航海に従事する旅客船・総トン数300トン以上の貨物船に、安定した遭難・非常通信を確保するとともに、航行警報・気象警報等などの海上安全情報を自動で伝達できる通信システムである。1999年2月から実施されている。
世界海洋遭難安全システムとも。完全実施まではFGMDSSと呼ばれていた。

## 特徴
- 自動化・デジタル化で船舶局の負担を軽くし、船舶の省人化を行う。
- モールス符号の送受信などの特殊技能を不要とし（特別な表示をつけたボタンやスイッチの操作だけで済むようにする）、緊急時に乗組員の誰もが対応できるようにしている（通信士#GMDSSへの移行）。
- 人工衛星などを利用し安定した通信の確保を行う。
- 航海中の無線設備の整備の負担を軽くするため、予備機の装備が定められている。
- 海岸局が救助の統制などで主導的な役割を果たすという考えで構成されている。

## 航行海域区分
- A1 : ディジタル選択呼出(DSC : Digital Selective Call)対応の国際VHF電話海岸局へ遭難通信が到達する海域（20～30海里）
- A2 : A1を除いたDSC中波無線電話海岸局へ遭難通信が到達する海域（150海里程度）
- A3 : A1・A2を除いたインマルサット静止通信衛星を利用して遭難通信を送出できる海域
- A4 : A1・A2・A3以外の海域（緯度70度以上の両極圏）

## 航行海域区分による装備の基準
| 設備 | 航行区域                                | A1 | A2 | A3 | A4 |
| --- | --------------------------------------- | -- | -- | -- | -- |
| 携帯電話 | 携帯電話                                | ○  | ○  | ○  | ○  |
| DSC無線設備 | 国際VHF                                 | ○  | ○  | ○  | ○  |
| DSC無線設備 | 中波                                    |    | ○  | ○  | ○  |
| DSC無線設備 | 短波                                    |    |    | *1 | ○  |
| インマルサット船舶地球局                                                                                        | インマルサット船舶地球局                |    |    | *1 |    |
| 海上安全情報受信機                                                                                              | 航行警報テレックス                      | ○  | ○  | ○  | ○  |
| 海上安全情報受信機                                                                                              | インマルサットEGC (Enhanced Group Call) |    |    | *2 |    |
| 海上安全情報受信機                                                                                              | 短波狭帯域直接印刷システム (NBDP)       |    |    | *2 | ○  |
| 非常用位置指示無線標識装置 （Emergency Position Indicating Radio Beacon、略してイーパーブ、イーパブ、イパーブ） | VHF                                     | *3 |    |    |    |
| 非常用位置指示無線標識装置 （Emergency Position Indicating Radio Beacon、略してイーパーブ、イーパブ、イパーブ） | インマルサット静止衛星                  | *3 | *4 | *4 |    |
| 非常用位置指示無線標識装置 （Emergency Position Indicating Radio Beacon、略してイーパーブ、イーパブ、イパーブ） | 極軌道衛星                              | *3 | *4 | *4 | ○  |

- *1 *2 *3 *4全て　いずれか一つを備える。

## 歴史
- 1970年代から、国際海事機関(International Maritime Organization)を中心にして研究・検討が始まっていた。
- 1987年 : WARC MOB-87（移動業務に関する世界無線通信主管庁会議）で、使用周波数・運用方法などについて、RR（国際電気通信条約附属無線通信規則）を改定。
- 1988年11月 : SOLAS条約の締約国会議で「SOLAS条約」改定。
- 1999年2月1日 : 完全実施。